# Catteville
Catteville és un municipi francès situat al departament de la Manche i a la regió de Normandia. L'any 2007 tenia 119 habitants.

## Demografia

### Població
El 2007 la població de fet de Catteville era de 119 persones. Hi havia 48 famílies de les quals 12 eren unipersonals (4 homes vivint sols i 8 dones vivint soles), 20 parelles sense fills i 16 parelles amb fills.
La població ha evolucionat segons el següent gràfic:
Habitants censats

### Habitatges
El 2007 hi havia 53 habitatges, 48 eren l'habitatge principal de la família, 3 eren segones residències i 2 estaven desocupats. 47 eren cases i 5 eren apartaments. Dels 48 habitatges principals, 32 estaven ocupats pels seus propietaris i 16 estaven llogats i ocupats pels llogaters; 3 tenien dues cambres, 8 en tenien tres, 7 en tenien quatre i 30 en tenien cinc o més. 42 habitatges disposaven pel capbaix d'una plaça de pàrquing. A 23 habitatges hi havia un automòbil i a 25 n'hi havia dos o més.

### Piràmide de població
La piràmide de població per edats i sexe el 2009 era:
| Homes | Edats   | Dones |
| ----- | ------- | ----- |
| 0     | 95 o +  | 0     |
| 0     | 90 a 94 | 0     |
| 0     | 85 a 89 | 0     |
| 1     | 80 a 84 | 0     |
| 2     | 75 a 79 | 2     |
| 3     | 70 a 74 | 1     |
| 2     | 65 a 69 | 5     |
| 1     | 60 a 64 | 3     |
| 4     | 55 a 59 | 4     |
| 2     | 50 a 54 | 3     |
| 2     | 45 a 49 | 1     |
| 3     | 40 a 44 | 2     |
| 7     | 35 a 39 | 3     |
| 6     | 30 a 34 | 7     |
| 5     | 25 a 29 | 3     |
| 4     | 20 a 24 | 2     |
| 2     | 15 a 19 | 3     |
| 0     | 10 a 14 | 1     |
| 4     | 5 a 9   | 8     |
| 5     | 0 a 4   | 4     |

## Economia
El 2007 la població en edat de treballar era de 75 persones, 59 eren actives i 16 eren inactives. De les 59 persones actives 54 estaven ocupades (31 homes i 23 dones) i 5 estaven aturades (2 homes i 3 dones). De les 16 persones inactives 10 estaven jubilades, 3 estaven estudiant i 3 estaven classificades com a «altres inactius».
Activitats econòmiques
Dels 5 establiments que hi havia el 2007, 1 era d'una empresa de construcció, 1 d'una empresa d'hostatgeria i restauració i 3 d'empreses de serveis.
L'únic servei als particulars que hi havia el 2009 era un guixaire pintor.
L'any 2000 a Catteville hi havia 11 explotacions agrícoles que ocupaven un total de 480 hectàrees.

## Poblacions més properes
El següent diagrama mostra les poblacions més properes.